# Macaroeris
Genre
Macaroeris est un genre d'araignées aranéomorphes de la famille des Salticidae.

## Distribution
Les espèces de ce genre se rencontrent en Europe, en Macaronésie et en Asie.

## Liste des espèces
Selon World Spider Catalog (version 23.0, 01/03/2022) :
- Macaroeris albosignata Schmidt & Krause, 1996
- Macaroeris asiatica Logunov & Rakov, 1998
- Macaroeris cata (Blackwall, 1867)
- Macaroeris desertensis Wunderlich, 1992
- Macaroeris diligens (Blackwall, 1867)
- Macaroeris flavicomis (Simon, 1885)
- Macaroeris litoralis Wunderlich, 1992
- Macaroeris moebi (Bösenberg, 1895)
- Macaroeris nidicolens (Walckenaer, 1802)

## Systématique et taxinomie
Ce genre a été décrit par Wunderlich en 1992 dans les Salticidae.

## Publication originale
- Wunderlich, 1992 : Die Spinnen-Fauna der Makaronesischen Inseln: Taxonomie, Ökologie, Biogeographie und Evolution. Beiträge zur Araneologie, vol. 1, p. 1-619.